# Sommo
Sommo är en ort och kommun i provinsen Pavia i regionen Lombardiet i Italien. Kommunen hade 1 158 invånare (2018).